# Iris Chacón
Iris Belia Chacón Tapia (née le 7 mars 1950) est une danseuse, chanteuse, meneuse de revue et actrice portoricaine.
Surnommée La Bomba de Puerto Rico et La Vedette de América, Iris Chacón est une personnalité importante en Amérique latine, aux États-Unis, en Europe et au Japon des années 1970 et au début des années 1980. Elle joue dans des films, des telenovelas et apparaît dans l'une des publicités télévisées les plus célèbres de Porto Rico.

## Discographie
- Ven a mi mundo (1969)
- Tú no eres hombre (1970)
- Yo soy Iris Chacón (1971)
- La aventura de vivir (1971)
- La Vedette de América (1972)
- Iris Chacón (1973)
- Iris Chacón (1974)
- Mi maridito (1974)
- Iris Chacón (1975)
- Iris Chacón (1977)
- Iris Chacón Disco  (1978)
- Mucho, poquito y nada  (1978)
- Yo sé que mentía  (1982)
- Am I a tease? (1989)
- Sus grandes éxitos (1991)